# Blood Brothers (album)
Blood Brothers är ett musikalbum av Outerspace, släppt 5 september 2006 på Babygrande Records. Albumet har gästframträdanden av Vinnie Paz från Jedi Mind Tricks, Sheek Louch och Royce Da 5'9".

## Spår
| Nr | Titel               | Producent(er)  | Medverkande                                  |
| -- | ------------------- | -------------- | -------------------------------------------- |
| 1  | "Blood Brothers"    | Sake           | Planetary, Crypt the Warchild                |
| 2  | "Reign of Chaos"    | DJ Soundtrax   | Planetary, Crypt the Warchild                |
| 3  | "Spanish Fly"       | 707 Team       | Planetary, Crypt the Warchild                |
| 4  | "U Don't Like Me"   | Clockwork      | Planetary, Crypt the Warchild, Sheek Louch   |
| 5  | "The Boiling Point" | KeyBangaz      | Planetary, Crypt the Warchild                |
| 6  | "Drive By Music"    | 707 Team       | Planetary, Crypt the Warchild                |
| 7  | "Silence"           | Sake           | Planetary, Crypt the Warchild, Vinnie Paz    |
| 8  | "Grown Ass Man"     | DJ Kwestion    | Planetary, Crypt the Warchild                |
| 9  | "Altered Beasts"    | J-Zone         | Planetary, Crypt the Warchild                |
| 10 | "Street Massacre"   | Sake           | Planetary, Crypt the Warchild, Royce Da 5'9" |
| 11 | "Time Will Tell"    | Clockwork      | Planetary, Crypt the Warchild                |
| 12 | "Hustle & Flow"     | 7L             | Planetary, Crypt the Warchild, King Syze     |
| 13 | "The Last Laugh"    | Vanderslice    | Planetary, Crypt the Warchild                |
| 14 | "Brute Force 2"     | Scott Stallone | Planetary, Crypt the Warchild, Vinnie Paz    |